# Georges Pompidou
Georges Pompidou (Montboudif (Cantal), 1911. július 5. – Párizs, 1974. április 2.) Franciaországban az V. Köztársaság második közvetlenül választott köztársasági elnöke 1969. június 20-ától haláláig.
Charles de Gaulle köztársasági elnök állítólag „írástudó” embert keresett a miniszterelnöki posztra, így esett rá a választása. Pompidou irodalomtanárból lett előbb banktisztviselő, majd 1962-1968-ig miniszterelnök. A hatvanas években már őt tekintették az elnöki funkció örökösének (le dauphin du président). Az 1968 májusi franciaországi zavargások idején neki sikerült új irányba kormányozni az V. Köztársaság hajóját.
Pompidout hét évre választották elnöknek, ez a szisztéma de Gaulle 1962-es megválasztásától 2000-ig tartott, azóta már csak öt évre szól a közvetlen népszavazással megválasztott elnök mandátuma. Pompidou nem tudta elnöki idejét kitölteni, mert nyirokrákban szenvedett, melyet korai halála követett 62 éves korában. Ő hősiesen ellátta teendőit a lehetséges utolsó pillanatig, a közvélemény előtt titkolták betegségét, persze kiszivárgott a hír, s a franciák még jobban tisztelték helytállásáért. Pompidou betegsége kapcsán merült fel, hogy vajon a köztársasági elnök betegsége közügy-e vagy magánügy, köteles-e róla tájékoztatni a közvéleményt vagy sem.
A párizsiaknak nagy gonddal terveztette high-tech stílusban a nagy Kulturális Központot, már elkezdték építeni elnöksége idején, 1971-ben, de majd csak halála után 1977 december 31-én nyitották meg, amelyet azonnal róla neveztek el, a franciák ma is Pompidou-palota néven emlegetik a Georges Pompidou Központot. A francia elnököknél szokásban van, hogy egy-egy modern középülettel vagy akár egy egész negyed újjáépítésével gyarapítják fővárosukat.

## Kapcsolódó szócikk
- Franciaország miniszterelnökeinek listája
- Franciaország elnökeinek listája

| Elődje: Charles de Gaulle | A Francia Köztársaság elnöke 1969 – 1974 | Utódja: Valéry Giscard d’Estaing |